# はつ恋 (2000年の映画)
『はつ恋』（はつこい）は、2000年公開の日本映画。
主演に『がんばっていきまっしょい』、『東京マリーゴールド』の田中麗奈、監督に『きみのためにできること』、『天国の本屋〜恋火』、『命』の篠原哲雄、音楽監督に『HANA-BI』、『千と千尋の神隠し』などの久石譲をむかえた青春映画。

## キャスト
- 会田聡夏：田中麗奈
- 藤木真一路：真田広之
- 会田志津枝：原田美枝子
- 会田泰仁：平田満
- 白川雪松：佐藤允
- 多々良昭仁：仁科克基
- 飯森真紀：堀越のり
- 呼び込み：ジーコ内山
- 予備校講師：田中要次
- 回転寿司の職人：田島謙一郎

## スタッフ
- 監督：篠原哲雄
- 脚本：長澤雅彦
- 撮影：藤澤順一
- 音楽監督：久石譲
- 製作：「はつ恋」製作委員会（エンジンネットワーク、東京放送、バンダイビジュアル、角川書店、電通、デスティニー）